# 読売テレビ制作土曜夜7時枠のアニメ
読売テレビ制作土曜夜7時枠のアニメ（よみうりテレビせいさくどようよるしちじわくのアニメ）は、読売テレビの制作により、日本テレビ系列で土曜19時00分 - 19時30分（JST）に放送されていたテレビアニメの作品一覧である。
前身および中断中のテレビドラマ作品については、よみうりテレビ制作土曜7時枠連続ドラマを項を参照。

## 歴史
- 初の作品は、この時間帯が大塚製薬一社提供時代の1967年4月1日に開始した『黄金バット』。そして次番組の『巨人の星』が空前の大ヒット、スポ魂ブームの火付け役となり、3年半に渡って放送された。だがその次の『天才バカボン』は、大塚製薬からの意向でバカボンのパパが植木職人になり、バカボンの学校生活シーンが多くなるなどのアレンジが不評となり、9か月で終了し、大塚製薬はこの枠から撤退、3か月の中断後、今度はエイケン制作のファンタジー風アニメを放送したが、1年半で再び中断した。
- 3年半の中断後、『巨人の星』の続編である『新・巨人の星』からアニメを再開、『宇宙戦艦ヤマト2』終了後は頻繁に中断することが多くなり、そして1982年10月16日開始の『一ッ星家のウルトラ婆さん』は、わずか13回で打ち切られる結果となった。
- 1年2か月間のアクションドラマ路線を挟み、1984年3月3日から名作『ルパン三世』の第3シリーズ『ルパン三世 PARTIII』で再開。しかしナイターシーズン中はプロ野球読売ジャイアンツ（巨人）戦中継（加えて『24時間テレビ 「愛は地球を救う」』や、『日本民謡大賞』・『欽ちゃんの仮装大賞』などの特番）のために度々中断、結果、1年半放送したものの前作のような人気は出なかった。そして次番組は、土曜17:30から移動した日本テレビ制作のプロレス番組『全日本プロレス中継』（19:00 - 19:54）となり、この枠でのアニメは事実上終了し、さらに1959年開始の『頓馬天狗』以来26年続いた土曜19時台前半枠の読売テレビ制作番組も終了した。そしてアニメは3か月の中断を置いて、新たに月曜19:00に移動し、『ロボタン』（第2作）を開始する。
- その後、2009年4月に『名探偵コナン』が月曜19:00枠から土曜18:00枠へ移動するまで、23年半、読売テレビ制作による土曜の午後にアニメが存在しなかった。
- 広島テレビでは、プロ野球広島東洋カープ主催ゲームの中継（原則全国ネットとなる巨人戦以外のカード）を放送するため、巨人戦差し替え時を除いて平日17:00台の再放送枠で遅れネットとすることがあった。

## 作品リスト
| タイトル | 放映期間                       | 話数 | 製作会社             | 原作                | 声の出演                                                     | 備考                         |
| --- | ------------------------------ | ---- | -------------------- | ------------------- | ------------------------------------------------------------ | ---------------------------- |
| 黄金バット | 1967年4月1日 - 1968年3月23日   | 52   | 第一動画             | 永松健夫            | 小林修、島宇志夫、村越伊知郎、松島みのり、高橋和枝、立壁和也 |                              |
| 巨人の星 | 1968年3月30日 - 1971年9月18日  | 182  | 東京ムービー         | 梶原一騎 川崎のぼる | 古谷徹、加藤精三、白石冬美、八奈見乗児、井上真樹夫、兼本新吾 |                              |
| 天才バカボン | 1971年9月25日 - 1972年6月24日  | 40   | 東京ムービー         | 赤塚不二夫          | 雨森雅司、山本圭子、増山江威子、貴家堂子、槐柳二、田の中勇   | ここまで 大塚製薬一社提供    |
| （この間、「GO!GO!ヤング」を放送）                                                                                                 |                                |      |                      |                     |                                                              |                              |
| 隆一まんが劇場 おんぶおばけ | 1972年10月7日 - 1973年9月29日  | 52   | TCJ動画センター      | 横山隆一            | 栗葉子、永井一郎、北山年夫、山本嘉子                         |                              |
| 冒険コロボックル | 1973年10月6日 - 1974年3月30日  | 26   | エイケン             | 佐藤さとる 村上勉   | 鈴木やすし、坂本新兵、小原乃梨子、長谷川諭                   |                              |
| （この間、「そっくりショー(第3期)」「おや!おや?親子」「あの町この町評判家族」「全日本歌謡選手権」「そっくりショー(第4期)」を放送） |                                |      |                      |                     |                                                              |                              |
| 新・巨人の星 | 1977年10月1日 - 1978年9月30日  | 52   | 東京ムービー         | 梶原一騎 川崎のぼる | 古谷徹、加藤精三、白石冬美、八奈見乗児、井上真樹夫、内海賢二 |                              |
| 宇宙戦艦ヤマト2 | 1978年10月14日 - 1979年4月7日  | 26   | オフィス・アカデミー |                     | 富山敬、麻上洋子、仲村秀生、伊武雅之、小林修、岡本茉利       |                              |
| 新・巨人の星II | 1979年4月14日 - 9月29日        | 23   | 東京ムービー         | 梶原一騎 川崎のぼる | 古谷徹、加藤精三、白石冬美、井上真樹夫、田中亮一、井上瑤     |                              |
| 宇宙空母ブルーノア | 1979年10月13日 - 1980年3月29日 | 24   | オフィス・アカデミー |                     | 古谷徹、川島千代子、柴田秀勝、伊武雅之、井上真樹夫           | 第1話は 2時間スペシャル      |
| （この間、「お笑いエース登場」を放送）                                                                                             |                                |      |                      |                     |                                                              |                              |
| 宇宙戦艦ヤマトIII | 1980年10月11日 - 1981年4月4日  | 25   | オフィス・アカデミー |                     | 富山敬、麻上洋子、仲村秀生、伊武雅之、青野武、潘恵子         |                              |
| （この間、「世界ウルトラショー」「げんてんクイズ→一発逆転!!げんてんクイズ」「三枝の恋ピューター」を放送）                          |                                |      |                      |                     |                                                              |                              |
| 一ッ星家の ウルトラ婆さん | 1982年10月16日 - 1983年1月15日 | 13   | ナック               | 芥川めめ            | 松金よね子、鈴木三枝、池水通洋、幸田直子、佐々木るん         |                              |
| （この間、「魔拳!カンフーチェン」「激闘!カンフーチェン」「青春はみだし刑事」を放送）                                               |                                |      |                      |                     |                                                              |                              |
| ルパン三世 PARTIII | 1984年3月3日 - 1985年9月28日   | 50   | 東京ムービー新社     | モンキー・パンチ    | 山田康雄、小林清志、増山江威子、井上真樹夫、納谷悟朗         | 最終話は1985年 11月6日に放送 |

## 参考資料
「キー局番組変遷編成ひょ～」